# عقعق شرقي
العقق الشرقي (الاسم العلمي: Pica sericea) نوع من العقاعق الموجودة في (الصين ))